# Gilbert Decock
Pour les articles homonymes, voir Decock.
Gilbert Decock (né à Knokke en 1928,,, mort à Knokke en 2007) est un artiste belge.

## Biographie
Gilbert Decock étudie de 1946 à 1948 à l'Académie de Bruges.
Dans les années 1950-1960, Gilbert Decock est associé au mouvement constructiviste. Ses œuvres sont le plus souvent faites de formes circulaires et de carrés et il utilise principalement deux couleurs, le noir et le blanc.
Cette opposition cercle-carré blanc/noir est comparable à l’opposition masculin-féminin, jour-nuit, ou encore yin et yang.
De 1966 à 1968, il rejoint le groupe d'artistes Geoform travaillant sur l'abstraction géométrique.
Une oeuvre de Gilbert Decock, Isjtar, composé de 5 panneaux couvrant un tympan de 14 mètres de large au dessus des voies, et de deux panneaux sur les quais, est installée depuis 1980 dans la station Arts-Loi du métro de Bruxelles.
Il est décédé le dimanche 23 septembre 2007.

## Expositions
- Monos Art Gallery, Liège[6]
- Benoot Gallery d'Ostende
- Galerie Richard DELH, Paris
- K.A.D  Konkret Art Delh Gallery, Bruxelles